# Ranunculus schurianus
Ranunculus schurianus är en ranunkelväxtart som beskrevs av Sóo. Ranunculus schurianus ingår i släktet ranunkler, och familjen ranunkelväxter. Inga underarter finns listade i Catalogue of Life.